# ドンチュー・ジャスト・ノウ・イット
ドンチュー・ジャスト・ノウ・イット（Don’t You Just Know It）は、ニューオーリンズ出身のR&Bピアニスト、ヒューイ・"ピアノ"・スミスがザ・クラウンズとレコーディングした楽曲。1958年にエイス・レコードよりシングル盤でリリースされた。
同年、ビルボードのポップス・チャートで9位まで上昇し、チャートインは13週に渡った。R&Bチャートでも4位を記録、9週に渡ってチャート入りしている。

## 概要
コール・アンド・レスポンスで繰り返されるタイトルの「ドンチュー・ジャスト・ノウ・イット」（知らないのか？の意）は、この曲をヒューイ・スミスが作曲した当時、グループの運転手をしていたルディ・レイ・ムーアの口癖から取ったもの。「アハハハ、ヘーイオ、グバグバグバグバ」という陽気なコーラスが印象的なノベルティ・ソングである。

## シングル
| 年     | 曲名                                             | レーベル名 | レコードNo. | 最高位       | 最高位  |
| 年     | 曲名                                             | レーベル名 | レコードNo. | 米国ポップス | 米国R&B |
| ------ | ------------------------------------------------ | ---------- | ----------- | ------------ | ------- |
| 1958年 | A: Don't You Just Know It B: High Blood Pressure | Ace        | 545         | 9 —          | 4 —     |

## 参加ミュージシャン
ヴォーカルは、ザ・クラウンズのシンガー3人が交代で歌っている。
- Huey "Piano" Smith ヒューイ・"ピアノ"・スミス - piano
- Gerri Hall ジェリ・ホール - vocals
- Bobby Marchan ボビー・マーシャン - vocals
- Roosevelt Wright ルーズヴェルト・ライト - vocals
- Robert Parker ロバート・パーカー - tenor saxophone
- Alvin "Red" Tyler アルヴィン・"レッド"・タイラー - baritone saxophone
- Charles "Hungry" Williams チャールズ・"ハングリー"・ウィリアムズ - drums[4][6]

## 映画などでの使用
1986年の「The Big Easy」（デニス・クエイド主演）、ガイ・リッチー監督による「スナッチ」(2000年)、ロン・モラー監督の「ローカルボーイズ」 (2002年)などの映画のサウンドトラックでこの曲が使われている。
日本では、2005年に放映されたサントリーの清涼飲料水「DAKARA」のCFにこの曲が使用され話題となった。2021年にはサントリーの発泡酒、「金麦〈ザ・ラガー〉」のCFにも使用され、2022年現在放映中である。

## 主なカバー・バージョン
ドクター・ジョンが1972年のアルバム「ガンボ」の中でヒューイ・スミス・メドレーの中の1曲として取り上げたのを始め、多くのアーティストによるカバーが存在する。
| 年     | アーティスト名           | 収録アルバム                                         |
| ------ | ------------------------ | ---------------------------------------------------- |
| 1967年 | ザ・モーズ (ザ・マウズ)  | 『Hold On』("Ha Ha Ha")                              |
| 1968年 | ザ・ワイルドワンズ       | 『ザ・ワイルド・ワンズ・リサイタル '68』("Ha Ha Ha") |
| 1972年 | ドクター・ジョン         | 『Dr. John's Gumbo』                                 |
| 1974年 | シャ・ナ・ナ             | 『Hot Sox』                                          |
| 1975年 | ドクター・フィールグッド | 『Malpractice』（『不正療法』）                      |
| 1985年 | アマズールー             | 『Amazulu』                                          |
| 1999年 | 久保田麻琴 と夕焼け楽団  | 『Live Sunset 64 40』                                |
| 2008年 | リトル・フィート         | 『Join The Band』                                    |

出典：